# Средња школа „Свети Трифун” Александровац
Средња школа „Свети Трифун” са домом ученика у Александровцу је једина државна школа средњег образовања на територији општине Александровац.

## Историјат
Организовано школство започиње школске 1925/26. године формирањем Специјалне винодељско–воћарске школе у Александровцу, а прва генерација кренула је са наставом 1925. године. Задатак ове школе био је да обучи младиће и одрасле виноградарству, подрумарству, воћарству, преради и спремању воћа и оспособи их за самосталан рад у овим пољопривредним гранама.
Александровачка Специјална винодељско – воћарска школа 1926/27. и 1927/28. траје једну годину, а од 1931. две године. За ову школу владало је велико интересовање, тако да се отворила трогодишња Нижа пољопривредна школа од 1931. до 1968. године. 
Нижа пољопривредна школа 1947. године мења назив и постаје Специјална виноградарска школа. Тадашње промене у администрацији и привреди Србије довеле су до тога да школа поново мења назив и школске 1951/52. године постаје Дирекција средње виноградарске – подрумарске школе. Школу по први пут похађа и 20 девојака. У периоду од 1957. до 1962. школу је завршило 318 ученика.
Године 1964. оснива се Школски центар. У оквиру њега постоје Гимназија, Средња економска школа, Средња пољопривредна школа и Економија средње пољопривредне школе. Школске 1975/76. долази до прве интеграције постојећих средњих школа у Средњошколски образовни центар „9. мај”, а 1987. одустало се од „заједничких основа” и вратило се на стари програм четворогодишњег школовања.
Одлуком Министарства просвете од 20. августа 2004. године, Пољопривредно-техничка школа почиње са радом под називом Средња школа „Свети Трифун”, са следећим образовним профилима:
- Пољопривредни техничар
- Техничар за биотехнологију
- Произвођач прехрамбених производа ( трећи степен)
- Машински техничар за компјутерско конструисање
- Гимназија

Ове 2019. године Средња школа „Свети Трифун“ постала је школа која у потпуности испуњава потребе општине Александровац. Од школске 2012/ 2013. године, школа носи назив Средња школа „Свети Трифун“ са домом ученика Александровац, јер је у међувремену у оквиру школе направљен дом ученика.

## Школа данас
Средња школа „Свети Трифун” данас представља једну савремену школу која може да одговори свим захтевима садашњег времена. Поседује изузетне просторне, материјалне и кадровске услове за комплетно образовање и васпитање младих нараштаја. У 27 одељења има 762 ученика, распоређених у  следећим образовним профилима:
- Пољопривредни техничар
- Виноградар-винар
- Прехрамбени техничар
- Оператер у прехрамбеној индустрији
- Пекар (трећи степен)
- Машински техничар за компјутерско конструисање
- Гимназија

Данас школа располаже имањем од 92ha и представља право огледно добро и пример добро организованог и стручног пословања у пољопривредној производњи. Годишње школа произведе 10 000 литара вина, а у неколико наредних година циљ је да целокупна производња са школске економије буде прерађена у школском подруму. Осим вина у школи се производе ракије лозовача, дуњевача, комовица и вињак. Кисели програм производе ученици и професори прехрамбене струке за потребе Дома ученика.

### Дом ученика
Од 2012. године школа поседује Дом ученика, а идеја о оснивању прожима се кроз историју настанка и развитка наше школе. Дом ученика остварује посебну друштвену функцију, јер пружа могућност за свестрани развој и социјалну сигурност младих. Доприноси васпитању и образовању, неговању колективног живота и заједништва. Открива, прати и подстиче склоности ученика и развија њихове радне, културне, здравствене и социјалне  навике. Капацитет дома је 60 места у 15 соба. Дом поседује и ТВ-салу, кухињу, магацин и помоћне просторије.